# Scotinomys teguina
Scotinomys teguina е вид бозайник от семейство Хомякови (Cricetidae).

## Разпространение
Видът е разпространен в Гватемала, Коста Рика, Мексико, Никарагуа, Панама, Салвадор и Хондурас.